# واسی کاکا
واسی کاکا (به اسپانیایی: Wasi Qaqa) یک کوه در پرو است که در منطقه اوئانکاولیکا واقع شده‌است. واسی کاکا ۴٬۸۰۰ متر بالاتر از سطح دریا واقع شده‌است.